# EURECA
EURECA (EUropean REtrievable CArrier) fue un satélite artificial de la ESA diseñado para ser lanzado desde un transbordador espacial y ser recuperado un tiempo más tarde por otro transbordador.
EURECA fue lanzado el 31 de julio de 1992 durante la misión STS-46 por el transbordador espacial Atlantis, y fue recuperado durante la misión STS-57 llevada a cabo por el Endeavour. Portaba diversos experimentos para ser realizados en microgravedad.
Aunque fue diseñado para ser puesto en órbita y recuperado hasta cinco veces, los restantes vuelos después del primero fueron cancelados.